# Musique rajasthanie
La musique rajasthanie est la musique jouée dans l'État du Rajasthan faisant partie de l'Inde. C'est une région désertique bordée par le Pakistan. La musique folklorique et dévotionnelle y est très riche grâce à des castes de musiciens nomades dédiées : les Langas, au répertoire musulman, et les Manganiars, incluant un répertoire hindou aussi. Ils sont habituellement parés de turbans et de vêtements colorés et amples. Ils seraient à l'origine des tribulations des Gitans et des Tziganes.
En raison de la proximité du Pakistan, la musique subit aujourd'hui l'influence accrue du qawwali.

## Musique savante

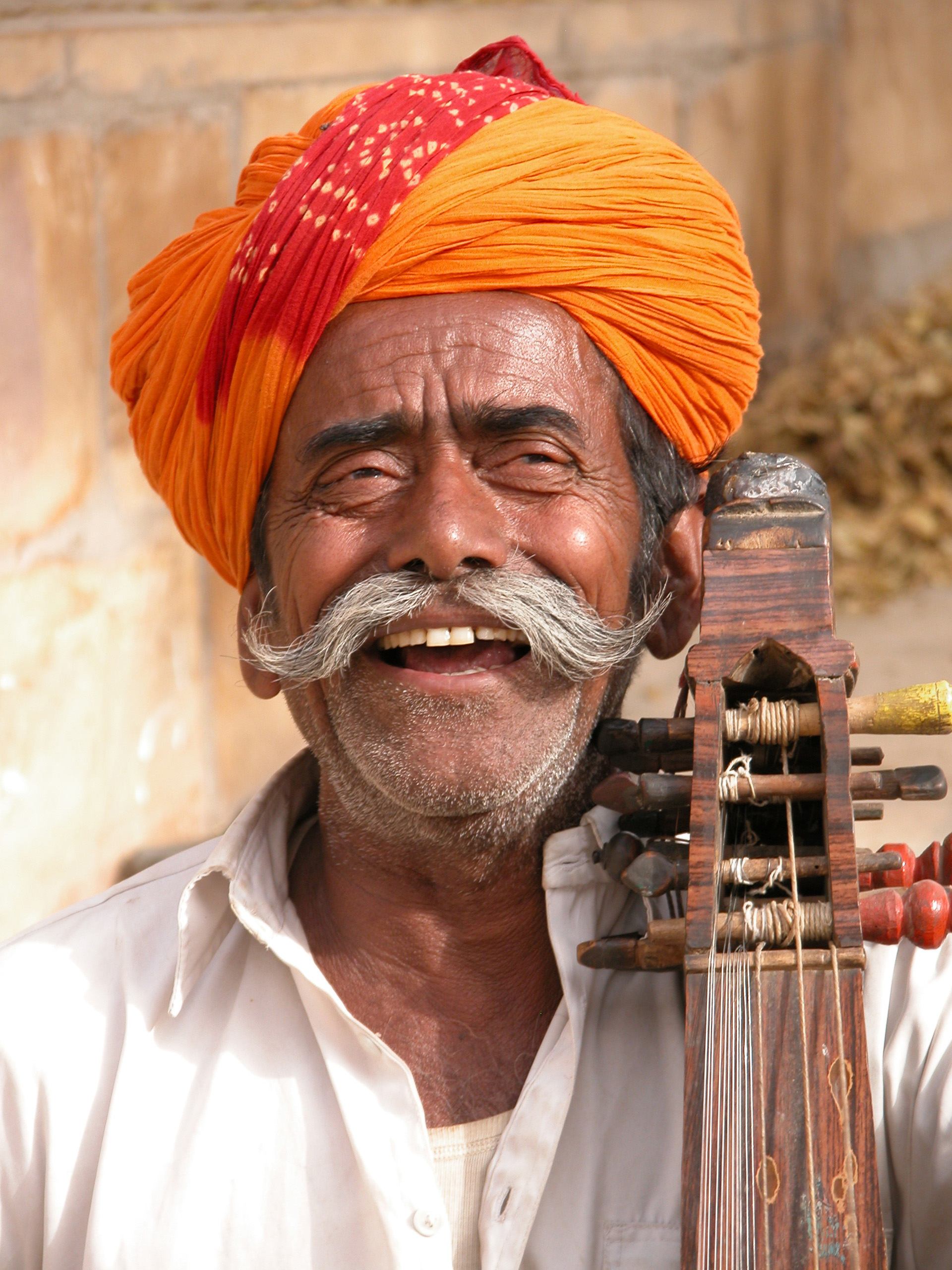
Langa

Il existe à Jaïpur une école (gharânâ) de tablâ dépendante de celles du Punjab et de Delhi. Il y a encore de nombreuses lignées de musiciens professionnels dévouées à la musique hindoustanie, jouée alors dans les nombreuses Cours princières du Rajasthan.

## Musique dévotionnelle
Ses exponants[pas clair] se distribuent en deux grandes castes dédiées à ce répertoire en rajasthani, joué à l'occasion des naissances, des mariages et des funérailles : les Langas et les Manganiars. Ils chantent des bhajan et des kirtan sur des poèmes de Kalidasa (IVe siècle), Tulsidas (XVe siècle) et Mirabaï (XVIe siècle).
- Les Langas, nomades hindous à l'origine, situé vers Jodhpur, embrassèrent l'Islam de leurs protecteurs locaux (jajman), une caste d'éleveurs. Ce sont des semi-professionnels continuant à pratiquer le commerce des chameaux et des épices. Leurs musiques mêlent mélodies classiques et rythmes populaires, joués sur le sindhî et le gujrâtan sarangi, le satârâ, la murali, le mashak, le dholak, le moorchang, les kartals et le dhol.
- Les Manganiars ou (Manghanyiars) vivent autour de Jaisalmer et de Barmer; ce sont des musiciens professionnels musulmans servant des protecteurs hindous et musulmans. Ils jouent d'instruments légèrement différents tels le kamânche, la murali (avec la technique de souffle continu (nâksâsî) et les kartals.
- Le teratali est une danse rituelle exécutée par les femmes parées de cymbalettes manjiras accompagnées par des musiciens à l'ektara et au chant, évoquant Krishna. Tous les membres du groupe mènent une vie nomade et vivent de leur art.

## Musique folklorique

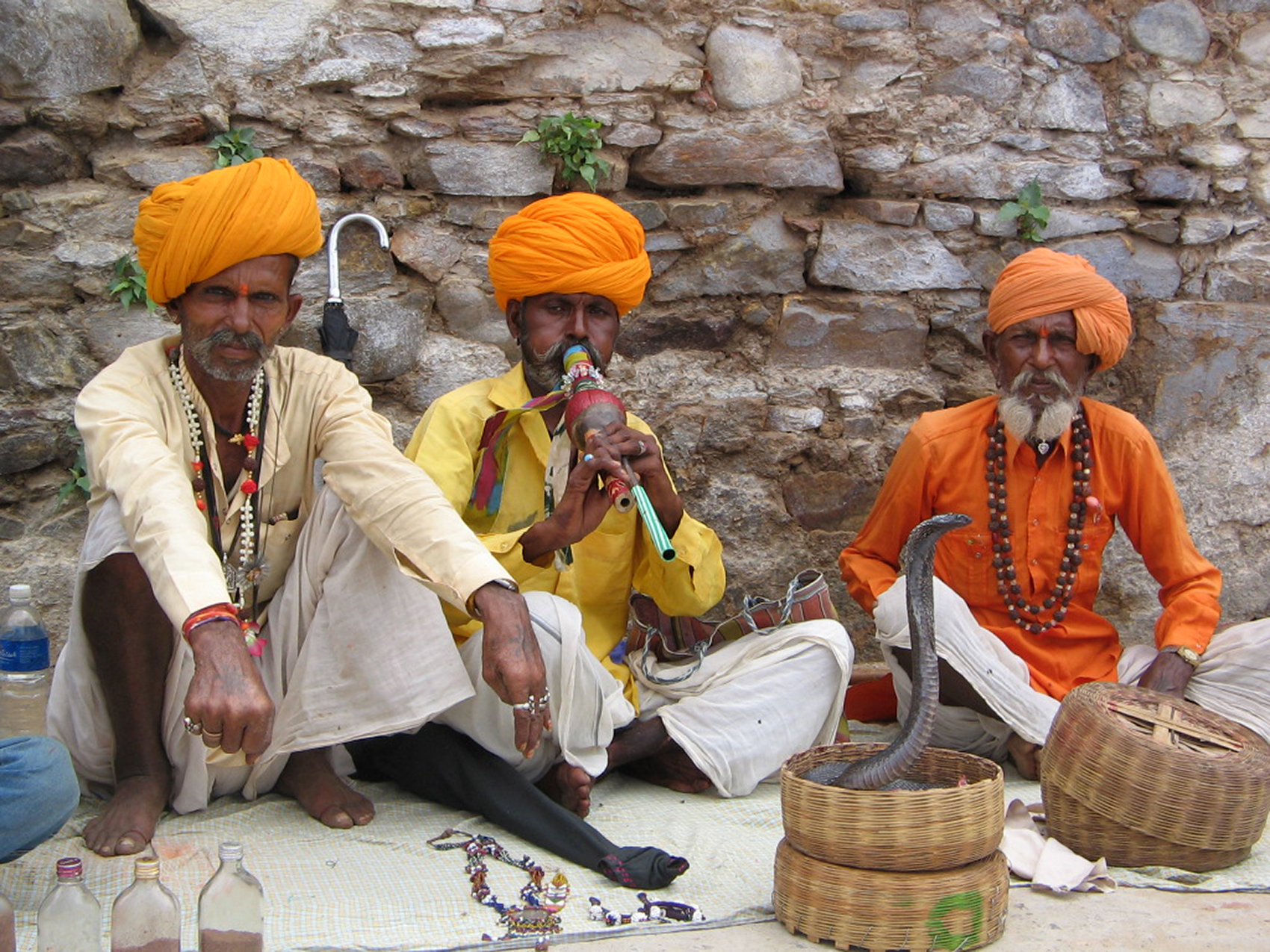
Saperas

Il y a bien des variantes de chants régionaux basés sur des couplets (dôba) et narrant les ballades épiques de héros tels Gogaji, Ramdeoji et Tejaji.
- Les Saperas (et les Kalbelias) sont une caste dédiée à la chasse, la manipulation, la présentation et le culte des serpents à l'aide du pungi.
- Les Jogis (ou Nath Jogis) sont d'autres chanteurs mendiants.
- Les Bhopas (ou Bhopis), sont une sous caste des Bhill, nomades musiciens présentant la légende du Prince Pabuji depuis le XIIIe siècle par des contes, des danses et des rouleaux dessinés de 5 x 1 m (pad). Le spectacle est souvent exécuté en couple ; l'homme joue de la vièle ravanhatta tout en chantant et en tournoyant, tandis que la femme l'accompagne au chant, tout en dansant. Ils chantent aussi le Ramayana.
- Les Sharans sont des chanteurs épiques.
- Les Kalets et les Bhats sont une caste vivant autour du Marwar spécialisée dans les spectacles de marionnettes à fil kathputli comptant trente-deux personnages pour recréer la vie du roi Vikramaditya, puis celle du prince Prithviraj Chauban et enfin celle d'Amar Singh Rathore de Nagpur. Avec le temps ce spectacle de Cour devint populaire et une soixantaine de personnages l'agrémentent à présent. Une percussionniste accompagne le spectacle au dholak tandis que le marionnettiste use d'un sifflet pour qualifier les divers rôles.
- Les chants de femmes Panihari narrent la vie autour du puits en l'honneur de l'eau précieuse avec des chants courts (chota gît) ou longs (mota gît).

## Instruments de musique
Vents :
- Alghoza
- Bankia
- Harmonium
- Mashak
- Murali
- Pungi

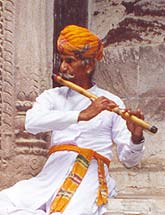
Joueur de murali

- Satârâ ou pâva, pâva jodi et dyodha pâva

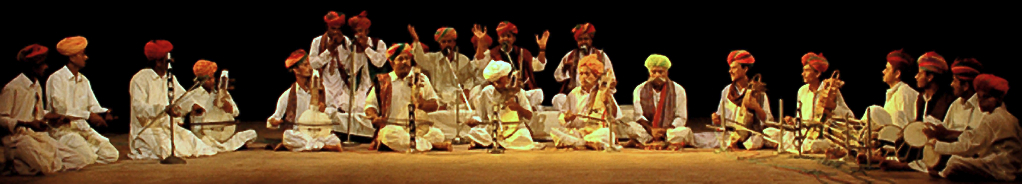
Divers artistes et instruments

- Shehnai
- Tarpi

Cordes :
- Bîn
- Ektara
- Kamânche
- Ravanhatta
- Sarangi
- Sarinda

Percussions :
- Bapang
- Daf et duffli
- Damaru
- Dhol
- Dholak
- Ghara
- Kartal
- Manjira
- Morsing
- Nagara

## Discographie
- Flûtes du Rajasthan, Le Chant du monde (LDX 274 645), 1977/1989.
- Thierry Robin / Véronique Guillien, Gulabi Sapera, Danseuse gitane du Rajasthan, Naïve, 2000.

## Sources et liens externes
- Rajasthan
- Langas et Manganyars
- Marionnettes
- Bhopas
- Teratali
- Instruments